# علي مصفا
علي مصفا (بالفارسية: علی مصفا) مواليد 1 ديسمبر 1966 في طهران، إيران، هو ممثل إيراني بدأ مسيرته الفنية عام 1991. وهو أيضا مخرج.

## اعماله

### افلام
- ليلى (1997)

## روابط خارجية
- علي مصفا على موقع IMDb (الإنجليزية)
- علي مصفا على موقع قاعدة بيانات الأفلام العربية
- علي مصفا على موقع ألو سيني (الفرنسية)
- علي مصفا على موقع أول موفي (الإنجليزية)
- علي مصفا على موقع قاعدة بيانات الأفلام السويدية (السويدية)
- علي مصفا على موقع قاعدة بيانات الفيلم (الإنجليزية)
- علي مصفا على موقع كينوبويسك (الروسية)